# Rio Ogum
Rio Ogum (em iorubá: Odo Ògún) é um rio da Iorubalândia situado nos estado de Oxum, na Nigéria, que deságua na lagoa de Lagos.

## Curso e uso
Ogum nasce no estado de Oió e flui pelo estado de Ogum à lagoa de Lagos. O rio é atravessado pela represa da garganta Iqueré, na área do governo local de Iseim, em Oió. A capacidade do reservatório é de 690 milhões de metros cúbicos (560.000 acres). O reservatório fica ao lado do Parque Nacional da Velha Oió, fornecendo instalações recreativas para os turistas, e o rio corre pelo parque. Em áreas densamente povoadas, o rio é usado para tomar banho, lavar e beber. Também serve como dreno para a maioria dos resíduos orgânicos de matadouros localizados ao longo do curso.

## História
Na religião iorubá, Iemanjá é a divindade do rio Ogum. O catequista Charles Phillips, pai de Charles Philipps que mais tarde se tornou bispo de Ondó, escreveu em 1857 que o rio era geralmente adorado por pessoas que vivem ao longo de suas margens desde a sua subida até onde deságua na lagoa. O rio atravessava o coração do antigo Império de Oió. A região metropolitana de Oió foi dividida em seis províncias, com três em cada margem do rio. Ao mesmo tempo, o rio formou uma rota importante para os comerciantes que carregavam mercadorias de canoa entre Abeocutá e a colônia de Lagos.